# Dolgesheimer Mord
Der Dolgesheimer Mord ereignete sich am 7. März 1933 in Dolgesheim in Rheinhessen. Das jüdische Reichsbanner-Mitglied Julius Frank wurde aller Wahrscheinlichkeit in den Morgenstunden von Schlägern der SA ermordet. Er befand sich zu jener Zeit in Schutzhaft und wurde erhängt aufgefunden. Trotz des Versuchs gerichtlicher Aufarbeitung des Falles 1949 konnte der Kriminalfall nicht lückenlos aufgeklärt werden.

## Vorgeschichte
Bereits vor der „Machtergreifung“ war die Familie Frank im Visier der örtlichen SA in Dolgesheim. Als Mitglieder des Reichsbanners Schwarz-Rot-Gold und als gläubige Juden waren sie in mehrere Auseinandersetzungen mit der SA verwickelt. In der Nacht vom 9. auf den 10. Mai 1930 kam es zu einer Massenschlägerei, in die die Familie Frank verwickelt war. Die Dolgesheimer NSDAP war am 9. Mai 1930 zu einer Versammlung nach Gau-Odernheim gefahren. Bei ihrer Rückkehr trafen sie auf die Gruppe des Reichsbanners und es entwickelte sich eine Auseinandersetzung, in deren Folge es zum sogenannten „Dolgesheimer Landfriedensbruchprozeß“ kam. 29 Angeklagte aus den Reihen der NSDAP und des Reichsbanners wurden angeklagt. Es kam jedoch nur zu einer Haftstrafe. Die restlichen Angeklagten wurden zu Geldstrafen verurteilt, wobei Julius Frank wegen schwerer Körperverletzung zu einer Strafe von 100 Reichsmark verurteilt wurde. Letztlich verließ die Familie Frank Dolgesheim und zog nach Worms, wo sie versuchten, dem Terror der SA zu entgehen.

## Tathergang
In der Nacht vom 6. auf den 7. März 1933 stürmten vier SA-Männer das Haus der Familie Frank. Als sie den Vater Nathan Frank nicht vorfanden, entführten sie stattdessen Julius Frank und brachten ihn in das Polizeipräsidium nach Worms zur „Vernehmung“. Er wurde dort zusammengeschlagen und festgesetzt, später bekam er einen provisorischen Kopfverband angelegt und wurde per Lkw nach Dolgesheim zurückgebracht. Dort wurde er ins Spritzenhaus gebracht und in einer Zelle eingesperrt. Frank erhängte sich dort angeblich vormittags am Fensterkreuz. Was genau vorgefallen ist, lässt sich heute nicht mit Bestimmtheit sagen. Der gerufene Arzt, der den Totenschein ausstellte, war NSDAP-Mitglied und deckte vermutlich seine Parteigenossen. Der Hausmeister Georg Eifler berichtete allerdings von einem eingeschlagenen Schädel.

## Rezeption des Falls
Der Fall Frank wurde sowohl im Deutschen Reich als auch im Ausland rezipiert. Dabei erschienen in der einheimischen Presse lediglich Meldungen über einen angeblichen Selbstmord Franks. Beispielsweise berichtete die Rheinhessische Landeszeitung so: „Sich selbst gerichtet. Der aus dem Dolgesheimer Landfriedensbruchprozeß bekannte Julius Frank, der nach dem Prozeß von hier nach Worms verzog, jetzt aber von der Hilfspolizei wieder nach hier gebracht und in Haft gehalten wurde, hat sich im Haftlokal erhängt.“ Eine juristische Aufbereitung gab es nicht, obwohl die Justiz noch nicht überall gleichgeschaltet war.
Im Ausland sah das anders aus. Zahlreiche Exilanten beschäftigten sich mit den Ereignissen in ihrem Heimatland. Noch 1933 veröffentlichte ein Theodor Krämer eine Schrift unter dem Titel Blut-März 1933, in der der Mord folgendermaßen behandelt wurde:

„In Worms wurde der Reichsbannerführer Frank, der schon vor zwei Jahren aus Dolgesheim entfliehen mußte, von Nationalsozialisten aus dem Bett geholt und mit Stahlruten und Gummiknüppeln blutig geschlagen. Dann wurden ihm Hakenkreuze auf den Handrücken eingeschnitten. Schließlich wurde er totgeschlagen und im Stall aufgehängt. Der Kreisarzt stellte ein Zeugnis auf ‚Selbstmord‘ aus, und nur dem Dazwischentreten eines Stahlhelmarztes soll es zu verdanken sein, daß die Wahrheit schließlich bekannt wurde.“

Auch ein Autor namens Paul Kreglinger übernahm diesen Text und verbreitete ihn im gleichen Wortlaut in seinem Buch Judenverfolgung in Deutschland. Dokumente, die die Kulturwelt erschüttern, Utrecht 1933. Auch im 1933 erschienen Braunbuch wurde der Mord an Frank thematisiert. Dieser und ähnliche Fälle waren die Begründung dafür, dass Werner Best am 7. März 1933, also am Tattag, alle SA-Männer zu Hilfspolizisten ernannte, um ihre gewalttätigen Aktionen zu legalisieren. Um dem Ansehen im Ausland nicht zu schaden, wurde die Heimtückeverordnung erlassen, die jede Handlung unter Strafe stellte, die dazu geneigt war, das Ansehen der Reichsregierung zu gefährden. Heinrich Schwarz, der Franks Fall in einer Gaststätte thematisierte und als Mord bezeichnete, wurde auf Grundlage dieses Gesetzes zu drei Monaten Haft in der Strafanstalt Butzbach verurteilt. Ein geistig behinderter Jude wurde ebenfalls angeklagt, weil er den Fall beziehungsweise eine Abwandlung davon öffentlich besprochen hatte. Jakob Frank, der Bruder des Mordopfers, konnte den Mann jedoch vor Gericht schützen, indem er der offiziellen Version vom Selbstmord zustimmte und die Aussagen des Mannes bestritt.

## Juristische Aufbereitung
Der Fall wurde 1948 neu aufgerollt und aufwendig geführt. Franks Leiche wurde exhumiert und mehrere Zeugen vernommen. Es war jedoch ein reiner Indizienprozess. Der damalige Bürgermeister wurde zu sechs Monaten Gefängnis verurteilt, da er Frank dem Haupttäter überantwortet hatte. Die beiden Haupttäter wurden zu einem Jahr Gefängnis verurteilt. Der KZ-Wachmann Jakob Ritzheimer wurde freigesprochen, weil er zum Zeitpunkt der Tat von Karl d’Angelo unter Arrest gestellt war.